# Lac Cameron
Le lac Cameron est un lac d'environ 5.5 kilomètres de longueur se situant au Québec à 30 minutes du Mont-Tremblant dans les Laurentides. Il ne contient aucune île et son point le plus profond atteint environ 40 mètres.

## Histoire
Le nom du lac provient du nom de la personne qui la découvert : Arthur Cameron. 